# باسبورتا سيرفو

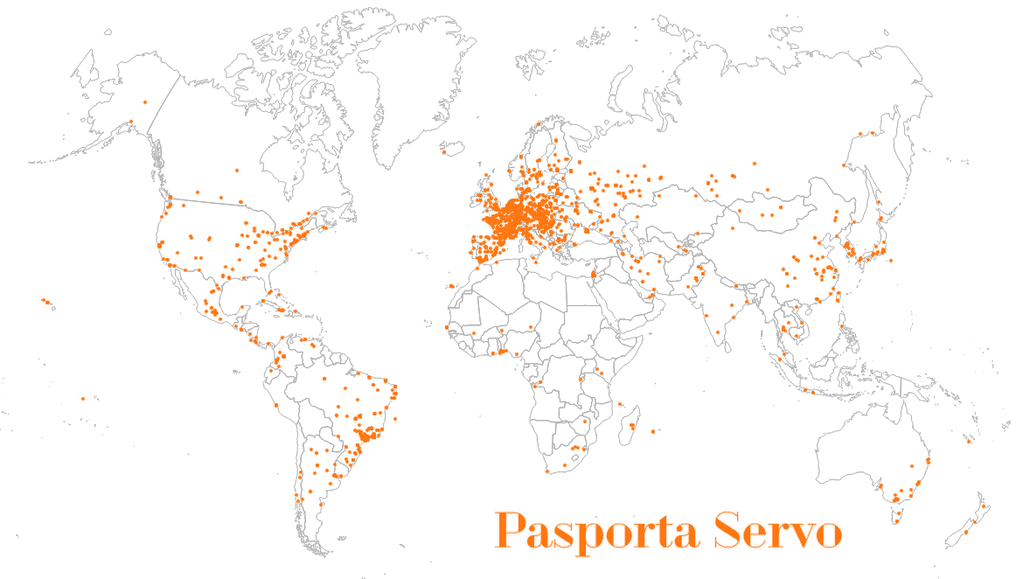
Cities in the world with Pasporta Servo hosts as of 2015

باسبورتا سيرفو (بالإنجليزية : خدمة جواز السفر) وهو دليل يتم نشره سواء على الإنترنت أو في الطباعة التي تسرد الشعوب في ثقافة الإسبرانتو الذين هم على استعداد لتقديم الإقامة المنزلية المجانية للمتحدثين بالإسبرانتو.
وتحافظ عليها المنظمة العالمية للشباب الاسبرانتو (تيجو). وتعد المنصة اقتصاد مجاني، ولا يُسمح للمضيفين بتقاضي رسوم على الإقامة، والنزلاء الذين يستخدمون الخدمة مدعوون إلى التحدث فقط مع مضيفيهم باللغة الإسبرانتو.

## التاريخ
في عام 1966، بدأ عالم النفس روبين فيلدمان غونزاليس برنامج باسبورتو، وهي خدمة إقامة للمتحدثين بالإسبرانتو، في الأرجنتين.
وتم نشر دليل باسبورتا سيرفو لأول مرة في عام 1974، حيث سجل 40 مضيفًا.
وتم نشر الدليل لأول مرة على الإنترنت في آب عام 2008.